# Mūsálū
Mūsálū (persiska: موسَىلو, موسی لو, موسالو) är en ort i Iran.   Den ligger i provinsen Östazarbaijan, i den nordvästra delen av landet, 500 km nordväst om huvudstaden Teheran. Mūsálū ligger 1 786 meter över havet och antalet invånare är 145.
Terrängen runt Mūsálū är kuperad österut, men västerut är den platt.Runt Mūsálū är det ganska glesbefolkat, med 35 invånare per kvadratkilometer. Närmaste större samhälle är Herīs, 6,2 km nordost om Mūsálū. Trakten runt Mūsálū består i huvudsak av gräsmarker.